# Nesogenes prostrata
Nesogenes prostrata är en snyltrotsväxtart som först beskrevs av George Bentham, och fick sitt nu gällande namn av William Botting Hemsley. Nesogenes prostrata ingår i släktet Nesogenes och familjen snyltrotsväxter. Inga underarter finns listade i Catalogue of Life.